# Carlo Galetti
Carlo Galetti (26. august 1882 i Corsico – 2. april 1949 i Milano) var en italiensk professionel landevejscykelrytter. Højdepunktet i hans karriere, kom da han vandt Giro d'Italia sammanlgt i 1910, 1911 og 1912, i den sidste af disse, vandt han sammen med sine holdkammerater på Team Atala-holdet med Giovanni Micheletto og Eberardo Pavesi.